# Chuck Berry
Pour les articles homonymes, voir Berry (homonymie).
Chuck Berry, de son vrai nom Charles Edward Anderson Berry, né à Saint-Louis (Missouri) le 18 octobre 1926 et décédé le 18 mars 2017 à Wentzville, dans le comté de Saint Charles (Missouri), est un guitariste, chanteur et auteur-compositeur américain, considéré comme l'un des pionniers du rock 'n' roll.
À travers des titres comme Maybellene (1955), Roll Over Beethoven (1956), Rock and Roll Music (1957) et Johnny B. Goode (1958), Chuck Berry a enrichi le rhythm and blues de son époque en y ajoutant des éléments qui deviendront caractéristiques du rock 'n' roll : des paroles centrées sur la jeunesse, le consumérisme, des solos de guitare marquants et une forte présence scénique. Ces éléments ont eu une influence décisive sur le développement de la musique rock.
Souvent désigné comme le « poète du rock » par les critiques et ses pairs,, il est devenu une figure incontournable de l'histoire du rock. Son répertoire a été maintes fois repris par des artistes comme Keith Richards des Rolling Stones, Jimi Hendrix et les Beatles, témoignant ainsi de l'empreinte durable de son influence.

## Biographie

### Jeunesse
Charles Edward Anderson Berry est né le 18 octobre 1926 à Saint-Louis, dans le Missouri. Il est le quatrième des six enfants de Henry William Berry et Martha Bell Banks. Son père est charpentier et diacre dans une église baptiste du quartier, tandis que sa mère est institutrice. La famille Berry, qui appartient à la classe moyenne, vit dans le quartier afro-américain relativement prospère du Nord de Saint-Louis, The Ville (en). Charles Berry s'intéresse à la musique à un jeune âge, et se produit en public pour la première fois en 1941 dans son lycée.
Chuck Berry découvre la musique dans l'église locale où il se rend régulièrement avec ses cinq frères et sœurs. Ses parents font en effet partie de la chorale locale. Il est scolarisé à la Simmons Grade School puis à la Sumner High School. Il chante dans le glee club de son école et apprend à jouer de la guitare.
En 1944, alors qu'il est encore au lycée, Berry est arrêté par la police pour avoir braqué trois magasins de Kansas City avant de voler une voiture saoul avec quelques amis. Dans son autobiographie, il explique que sa voiture était tombée en panne et que l'arme avec laquelle il avait menacé le propriétaire du véhicule volé n'était pas chargée. Il est condamné et envoyé à la Intermediate Reformatory for Young Men, une maison de correction située à Algoa, près de Jefferson City. Durant son séjour, il s'adonne à la boxe et participe à un groupe de chant. Il en ressort le jour de son vingt-et-unième anniversaire, en 1947.
Le 28 octobre 1948, Charles Berry épouse Themetta Suggs, dite « Toddy ». Leur fille, Darlin Ingrid Berry, naît le 3 octobre 1950. Pour subvenir aux besoins de sa famille, Berry prend divers emplois à Saint-Louis : ouvrier dans deux usines automobiles, concierge de l'immeuble où il vit. Il suit brièvement des cours de cosmétologie avec ses sœurs au Poro College of Cosmetology fondé par Annie Malone (en). Sa situation financière est suffisamment bonne pour lui permettre d'acheter une petite maison sur Whittier Street en 1950, qui figure au Registre national des lieux historiques depuis 2008.
Afin d'arrondir ses fins de mois, Berry joue dans les bars et les boîtes de nuit de Saint-Louis avec des groupes locaux. Il joue du blues depuis qu'il est adolescent, empruntant les riffs et l'attitude de T-Bone Walker. Son style de guitare est également influencé par son ami Ira Harris, qui lui donne des leçons. Il se produit avec le trio du pianiste Johnnie Johnson à partir de 1953. Le trio joue principalement du blues et des ballades, mais Berry décide d'intégrer des chansons de country à leur répertoire. Ce genre, particulièrement populaire chez les Blancs de la région, suscite d'abord la surprise dans leur public en majorité noir, mais il attire peu à peu un public plus diversifié.

### Premiers succès chez Chess Records (1955-1962)

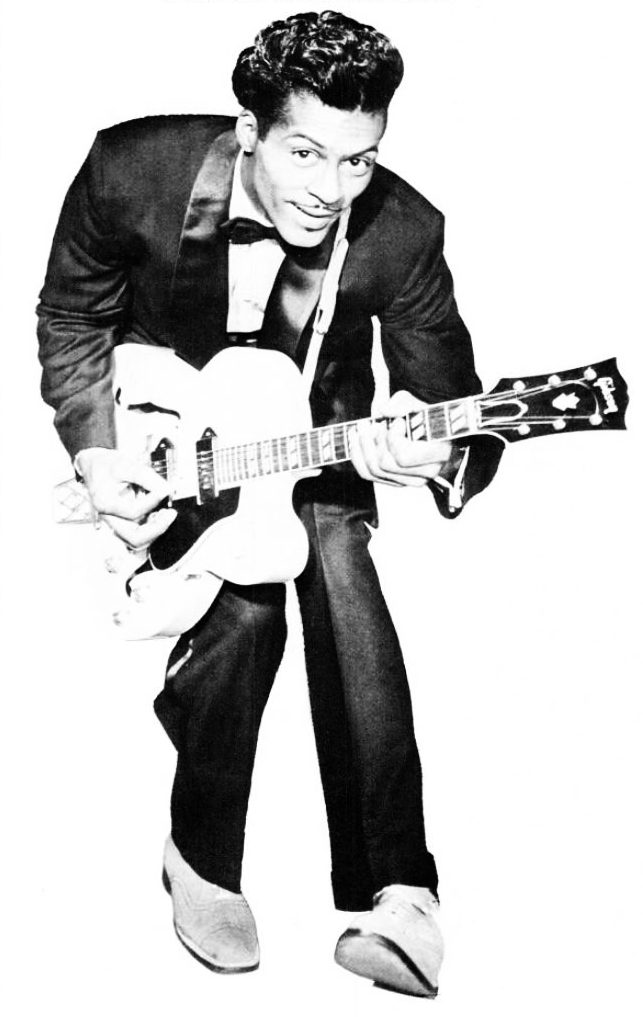
Chuck Berry en 1958.

Chuck Berry se rend à Chicago en mai 1955. Il y fait la connaissance de Muddy Waters, qui lui conseille d'entrer en contact avec Leonard Chess, le cofondateur de la maison de disques Chess Records. Leonard Chess, conscient que le marché du rhythm and blues se réduit, cherche à diversifier ses productions. Ce n'est donc pas le blues de Berry qui l'intéresse, mais une chanson plus inattendue : sa reprise de Ida Red (en), une chanson country de Bob Wills. Le 21 mai 1955, Berry enregistre sa version de Ida Red, rebaptisée Maybellene, avec Johnnie Johnson au piano, Jerome Green (du groupe de Bo Diddley) aux maracas, Jasper Thomas à la batterie et Willie Dixon à la contrebasse. Le single se vend à plus d'un million d'exemplaires et atteint la première place du classement rhythm and blues du magazine Billboard. À la fin du mois de juin 1956, Roll Over Beethoven se classe no 29 du hit-parade, et Chuck Berry participe à la tournée « Top Acts of '56 », durant laquelle il se lie d'amitié avec Carl Perkins. Fin 1957, il participe à une autre tournée, « Biggest Show of Stars for 1957 », organisée par Alan Freed, aux côtés des Everly Brothers et de Buddy Holly, entre autres.
Entre 1957 et 1959, Chuck Berry produit une douzaine de singles à succès, dont quatre se classent dans le top 10 des ventes : School Days (mars 1957), Rock and Roll Music (septembre 1957), Sweet Little Sixteen (janvier 1958) et Johnny B. Goode (mars 1958). Il apparaît dans les films Rock, Rock, Rock! (1956) et Go, Johnny, Go! (1959), avec un petit rôle dans le second, et participe au Newport Jazz Festival en 1958. À la fin de la décennie, il est devenu une véritable vedette. Il ouvre une boîte de nuit interraciale à Saint-Louis, le Berry's Club Bandstand, et investit dans l'immobilier.
Le 31 mai 1960, Berry est jugé pour une infraction à la loi Mann, une loi de 1910 qui criminalise le franchissement d'une frontière inter-États avec une femme en vue de la prostituer ou dans « tout autre but immoral ». L'affaire remonte au 2 juin 1958 : à l'arrêt sur le bord de la route, un pneu de sa Cadillac crevé, il est contrôlé en possession d'argent et d'une arme, en compagnie de Joan Mathis, une jeune fille de 17 ans. Bien que la police l'ait incitée à déclarer que Berry l'avait molestée, elle réfute toutes les charges portées contre le chanteur, qui est acquitté en août (l'objet de son accusation étant la possession d'arme dissimulée).
Le 21 décembre 1959, Berry est arrêté pour une autre violation de la loi Mann. Janice Escalanti, une jeune Apache de 14 ans qu'il avait ramenée du Mexique pour lui offrir un travail de préposée au vestiaire du Club Bandstand, est allée le dénoncer à la police après qu'il l'a licenciée. Un premier procès condamne Berry à cinq ans de prison et 5 000 dollars d'amende, mais la décision est rejetée en appel en raison de l'attitude manifestement raciste du juge. Le deuxième procès dans l'affaire Escalanti, qui se tient entre mai et juin 1961, aboutit à une nouvelle condamnation, cette fois à trois ans ferme. Un second appel est rejeté et Chuck Berry passe vingt mois dans une prison fédérale de l'Indiana qui le laissent indigné et dépressif.
Bien qu'il ait continué à enregistrer des chansons et donner des concerts pendant ces procès, la popularité de Chuck Berry en souffre et les ventes de ses singles s'en ressentent : Let It Rock (en), sorti en janvier 1960, marque sa dernière apparition dans le Hot 100 pendant quatre ans.

### Nouveaux succès, entre Chess et Mercury (1963-1979)

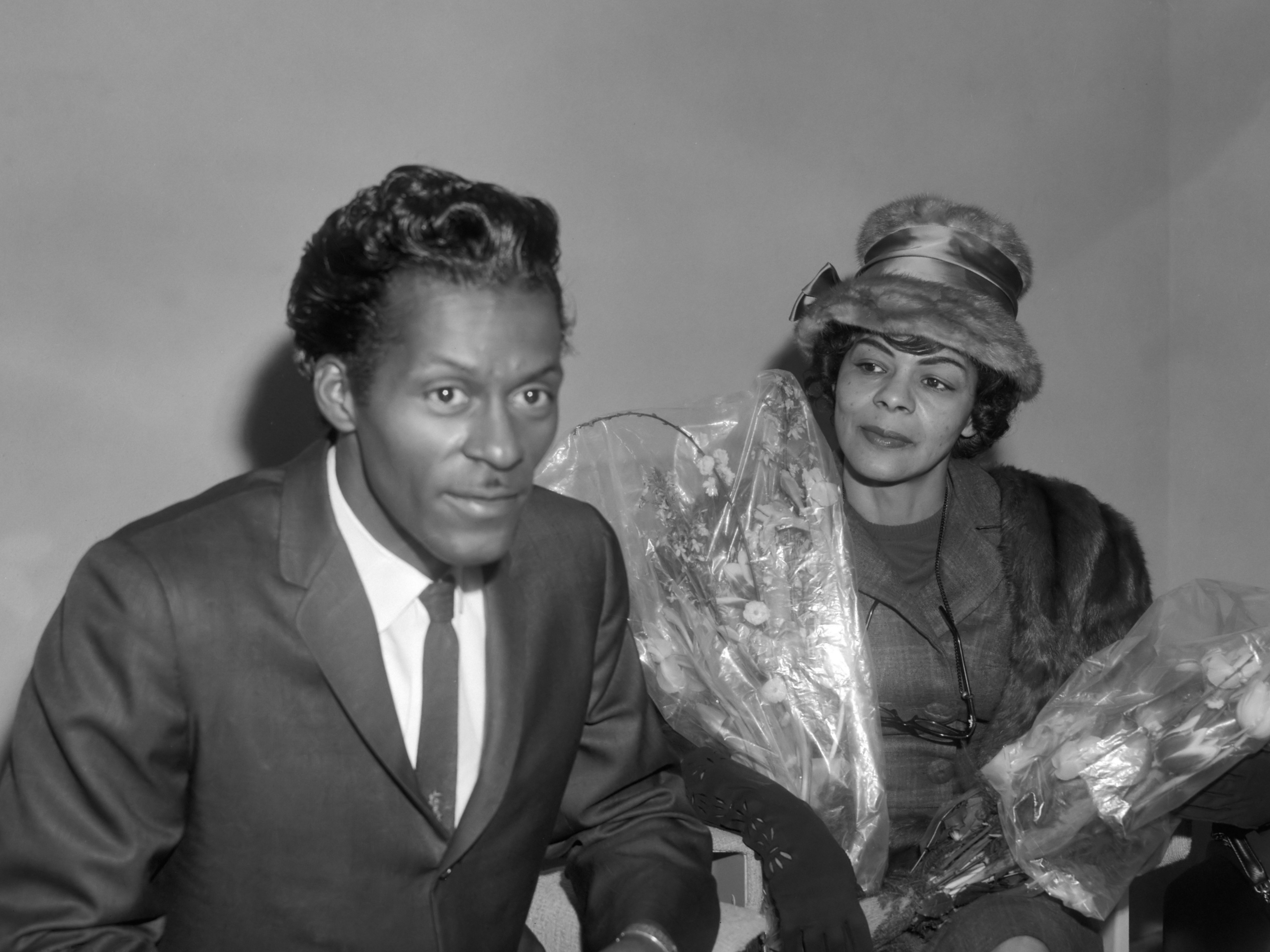
Chuck Berry avec sa sœur Lucy Ann en 1965.

À sa sortie de prison, Chuck Berry bénéficie d'un regain de popularité grâce aux groupes anglais de la British Invasion, qui ont publié des reprises de ses chansons : les Beatles enregistrent Roll Over Beethoven sur leur deuxième album, tandis que Come On est la face A du premier single des Rolling Stones. D'autres groupes s'en sont fortement inspirés, comme les Beach Boys, dont le tube Surfin' U.S.A. (1963) reprend la mélodie de Sweet Little Sixteen. Berry publie huit 45 tours en 1964-1965, dont trois se classent dans le top 20 : Nadine (Is It You?) (février 1964), No Particular Place to Go, une nouvelle version humoristique de School Days (mai 1964) et You Never Can Tell (août 1964). Il apparaît également dans le film T.A.M.I. Show (en), une compilation d'extraits de concerts de différents artistes (1964).
Chuck Berry change de maison de disques en 1966, quittant Chess pour Mercury Records. Il enregistre cinq albums chez Mercury, dont son premier disque en concert, Live at the Fillmore Auditorium, sur lequel il est accompagné par le Steve Miller Band. Ses concerts restent appréciés, malgré son comportement parfois difficile. Sa tournée au Royaume-Uni en janvier 1965 est ainsi marquée par des performances parfois médiocres, et sa méthode de travail, qui consiste à faire appel à des groupes locaux sans répéter avec eux avant les concerts, nuit à sa réputation dans le métier, tout comme son refus de toute négociation de contrat. Sur le sol américain, il se produit lors de grands festivals, comme le Schaefer Music Festival (en), à Central Park, en juillet 1969, ou le Toronto Rock and Roll Revival Festival, au mois d'octobre.

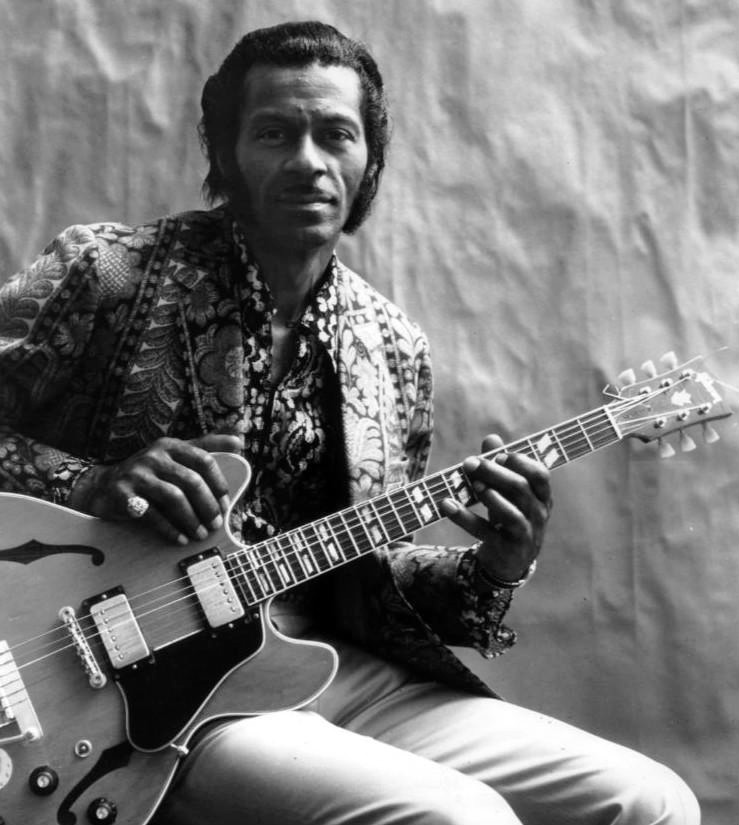
Chuck Berry en 1972.

Chuck Berry retourne chez Chess Records en 1970. Il décroche son unique no 1 en 1972 avec My Ding-a-Ling, une chanson humoristique dont les paroles font allusion de manière équivoque à l'onanisme. En dépit d'une campagne tentant vainement de la faire interdire de diffusion à la BBC, My Ding-a-Ling se classe en tête du hit-parade au Royaume Uni et aux États-Unis. Son single suivant, Reelin' and Rockin' (en), marque sa dernière apparition dans le top 40 en tant qu'interprète. Ces deux chansons figurent sur l'album The London Chuck Berry Sessions, enregistré à Londres dans la foulée du succès d'albums similaires de Howlin' Wolf et Muddy Waters.
En 1974, Wim Wenders fait apparaître Chuck Berry dans son film Alice dans les villes : le personnage principal du film assiste à un concert, où le chanteur interprète Memphis, Tennessee,.
Le contrat de Berry avec Chess prend fin en 1975 avec un album simplement intitulé Chuck Berry. Quatre ans plus tard, Atco Records publie Rockit, le dernier album studio de Chuck Berry avant 2017.

### Sur la route (1979-2017)

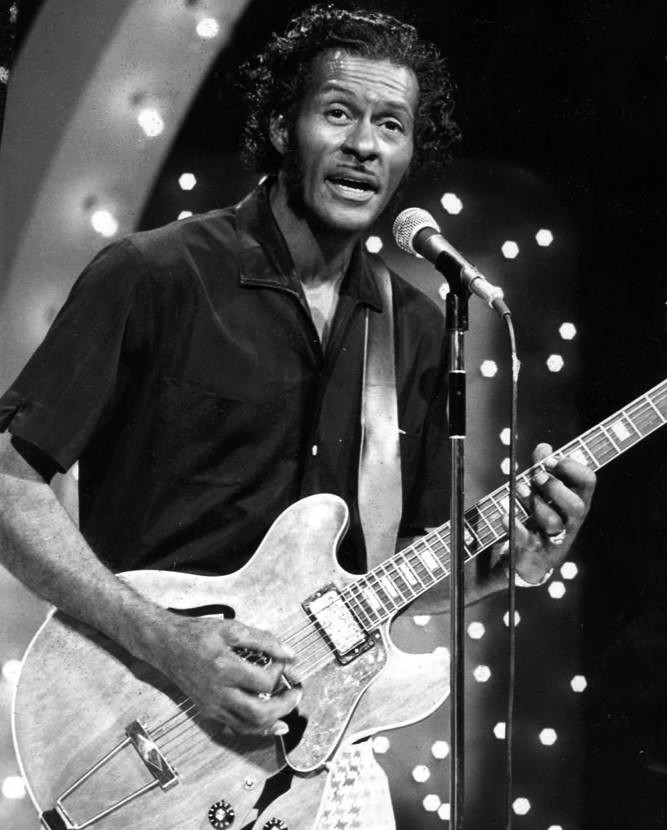
Chuck Berry en 1973.

Tout au long des années 1970, Berry se produit « seul, sans manager ni musicien », dans sa Cadillac, avec sa seule guitare Gibson, confiant dans le fait de trouver sur place un groupe connaissant sa musique, et capable de le suivre sans avoir répété avant. Ces concerts, qui s'inscrivent dans le mouvement oldies, dépendent fortement de la qualité du groupe du moment et nuisent à la réputation du chanteur, aliénant ses anciens fans sans lui en gagner de nouveaux. Son concert le plus notable de la décennie est celui qu'il donne le 1er juin 1979 à la Maison-Blanche, à la demande du président Jimmy Carter.
La fin des années 1970 est marquée par de nouveaux problèmes avec la justice : le fisc américain accuse Berry, qui insiste généralement pour se faire payer en liquide, « d'évasion fiscale ». Le chanteur accepte un marché et se voit condamné à quatre mois de prison et 1 000 heures de travaux d'intérêt général, qui se traduisent par des concerts de bienfaisance,.
Berry continue à donner entre soixante-dix et cent  concerts par an tout au long des années 1980. En 1986, le cinéaste Taylor Hackford réalise le film-documentaire Hail! Hail! Rock 'n' Roll, entièrement consacré aux concerts organisés par Keith Richards pour célébrer le soixantième anniversaire de Chuck Berry. « Berry, homme de scène cabotin et conquérant, arbore fièrement sa guitare Gibson ES-335 rouge », notamment entouré du pianiste Johnnie Johnson (son mentor des premiers jours), du batteur Steve Jordan, des guitaristes Eric Clapton et Robert Cray, et des chanteuses Etta James et Linda Ronstadt, en plus de Keith Richards lui-même. La même année, il fait partie des premiers musiciens intronisés au Rock and Roll Hall of Fame à Cleveland, dans l'Ohio.

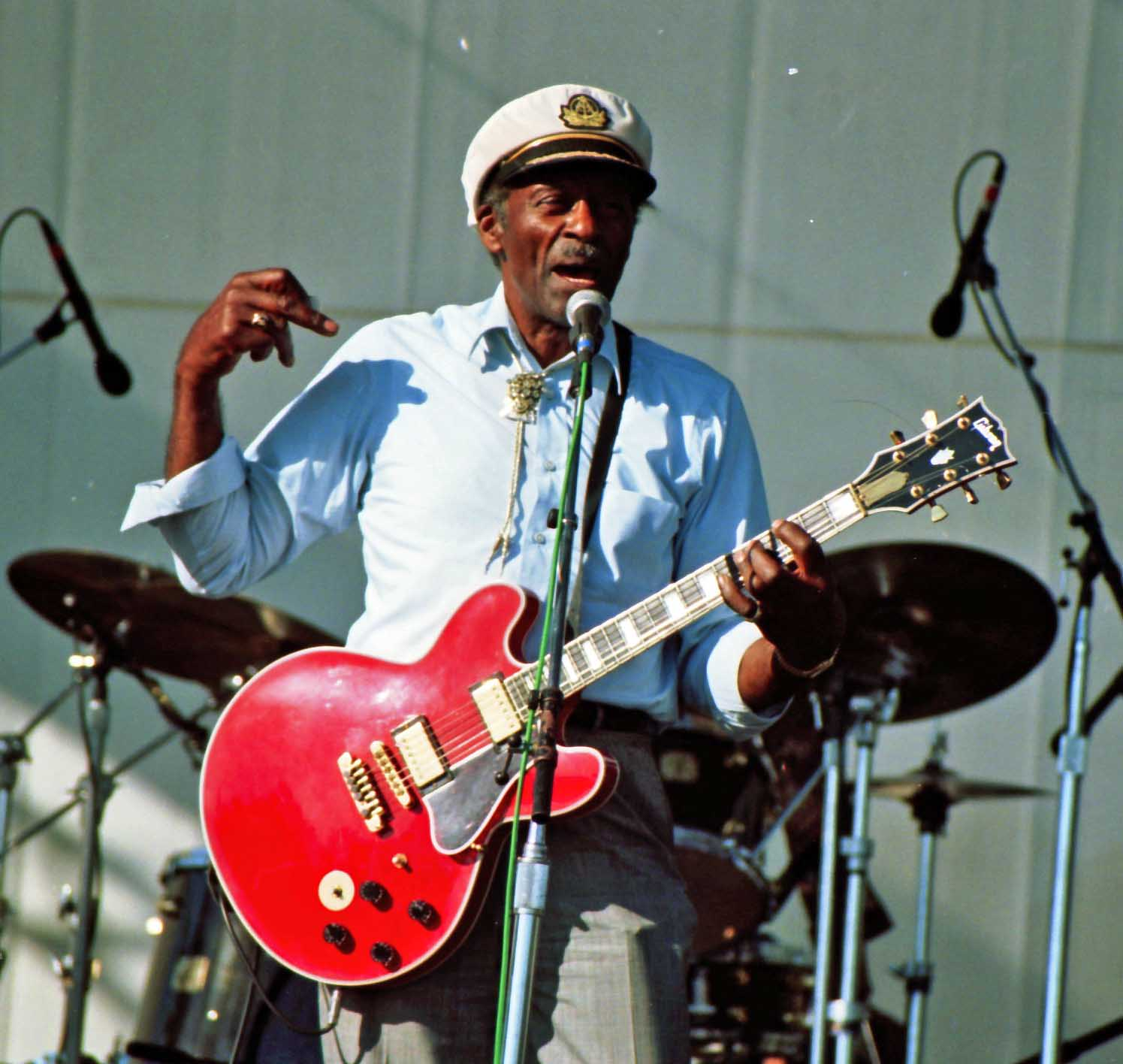
Chuck Berry en 1997.

À la fin des années 1980, Chuck Berry rachète un restaurant à Wentzville, dans le Missouri, le Southern Air. En 1987, à New York, il est poursuivi pour agression par une femme qui l'accuse de l'avoir frappée au visage. Il s'en tire avec une amende de 250 dollars,. En 1990, il est poursuivi par plusieurs femmes qui affirment qu'il avait placé une caméra dans les toilettes pour dames d'un restaurant qu'il possède à Saint-Louis. Une descente chez lui avait abouti à la découverte de vidéos de femmes, dont une apparemment mineure, utilisant les toilettes du restaurant, et 62 grammes de marijuana. Berry, le propriétaire, affirme que c'était pour attraper un employé soupçonné de voler le restaurant. Mettant fin aux accusations de « mauvais traitement sur mineure », il plaide coupable de possession de marijuana. Il est alors condamné à une peine de prison de six mois avec sursis, accompagnée de deux ans de probation sans surveillance, et reçoit l'injonction de faire un don de 5 000 dollars à un hôpital local. Pour ce qui est des vidéos, sa culpabilité ne sera jamais prouvée devant le tribunal, Berry optant pour un règlement à l'amiable à la suite de cette action collective. L'un de ses biographes, Bruce Pegg, estime que la compensation qui aurait été versée à 59 femmes, serait d'un montant d'environ 1,2 million de dollars, sans compter les frais de justice. Les avocats de Berry avaient argué qu'il avait été victime d'une machination en vue de profiter de sa richesse.
Après l'an 2000, il donne une série de concerts qui rencontrent un vif succès, remplissant les salles européennes. Il se produit également un mercredi par mois au Blueberry Hill, un restaurant de Saint-Louis.

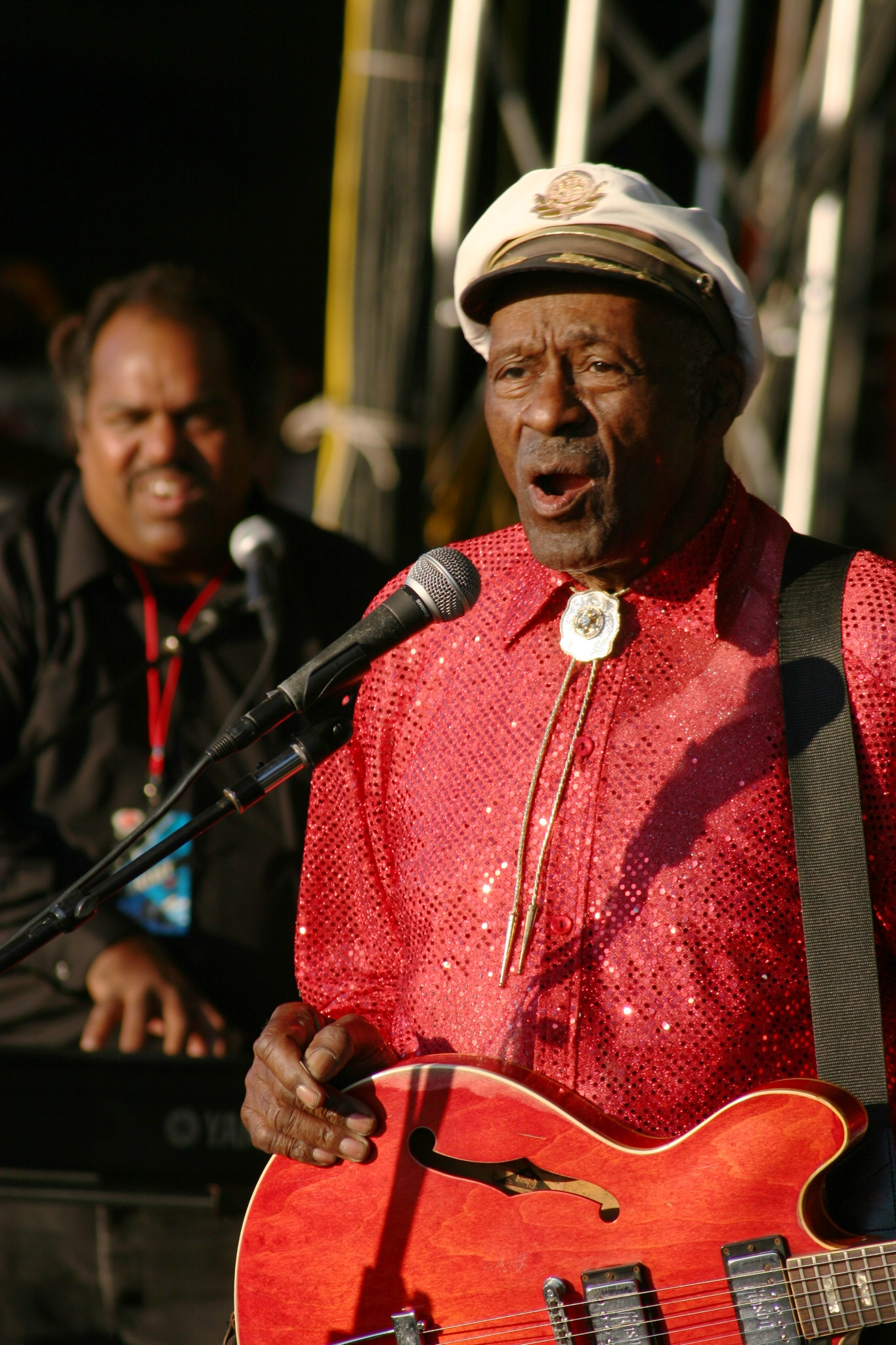
Chuck Berry en 2008.

En juin 2008, plusieurs enregistrements originaux (masters) de chansons de Chuck Berry sont détruits lors de l'incendie d'Universal.
Le 1er janvier 2011, âgé de 84 ans, l'artiste très fatigué doit interrompre une prestation à Chicago, après avoir donné un concert erratique. En octobre 2016, à l'occasion de ses 90 ans, il annonce son retour avec un nouvel album, Chuck.

### Mort
La police du comté de Saint Charles (Missouri) est appelée le 18 mars 2017, à 12 h 40 heure locale, pour une urgence médicale au domicile de Chuck Berry à Wentzville. Après des tentatives de réanimation infructueuses, le chanteur est déclaré mort à 13 h 26 par les secours[réf. souhaitée].
Les funérailles de Chuck Berry ont eu lieu le 9 avril 2017 à la salle de concert The Pageant (en) à Saint-Louis dans le Missouri.

## Discographie
- 1957 : After School Session
- 1958 : One Dozen Berrys
- 1959 : Chuck Berry Is on Top
- 1960 : Rockin' at the Hops
- 1961 : New Juke Box Hits
- 1964 : Two Great Guitars (avec Bo Diddley)
- 1964 : St. Louis to Liverpool
- 1965 : Chuck Berry in London
- 1965 : Fresh Berry's
- 1967 : Chuck Berry's Golden Hits
- 1967 : Chuck Berry in Memphis
- 1968 : From St. Louie to Frisco
- 1969 : Concerto in "B Goode"
- 1970 : Back Home
- 1971 : San Francisco Dues
- 1972 : The London Chuck Berry Sessions
- 1973 : Bio
- 1975 : Chuck Berry
- 1979 : Rockit
- 2017 : Chuck
- 2022 : Live from Blueberry Hill

## Style

Le duckwalk.

Chuck Berry est l'un des pionniers du rock 'n' roll, aussi bien en termes de musique que d'attitude. Dans ses chansons les plus célèbres des années 1950, Maybellene, Roll Over Beethoven, Rock and Roll Music et Johnny B. Goode, il développe le rhythm and blues dans la direction qui sera celle du rock 'n' roll, avec des solos de guitare et des paroles qui parlent de danse, de voitures et de la vie scolaire, autant de sujets qui s'adressent directement aux adolescents. Ses chansons sont de véritables petites histoires construites autour d'un riff de guitare, un modèle suivi par de nombreux auteurs-compositeurs de rock par la suite. Ses chansons ont été reprises par de nombreux artistes, dans des genres très variés. Influence majeure des groupes britanniques The Beatles et The Rolling Stones, neuf chansons de Berry se retrouvent dans leurs albums des premiers et sept sur ceux des seconds (dont leur premier single Come On).
Berry possède un jeu de guitare unique, clair et excitant, influencé par Carl Hogan (en) et T-Bone Walker,. Son attitude sur scène influence également de nombreux guitaristes. Il est notamment l'inventeur du duckwalk, un mouvement qui s'effectue avec les genoux pliés, parfois avec une jambe en l'air.

« Le rythme swing qu'il utilisait lui donnait un parfum différent. C'est la signification du roll dans rock 'n' roll : quelque chose qui rebondit. »

— Keith Richards.

## Hommages et distinctions

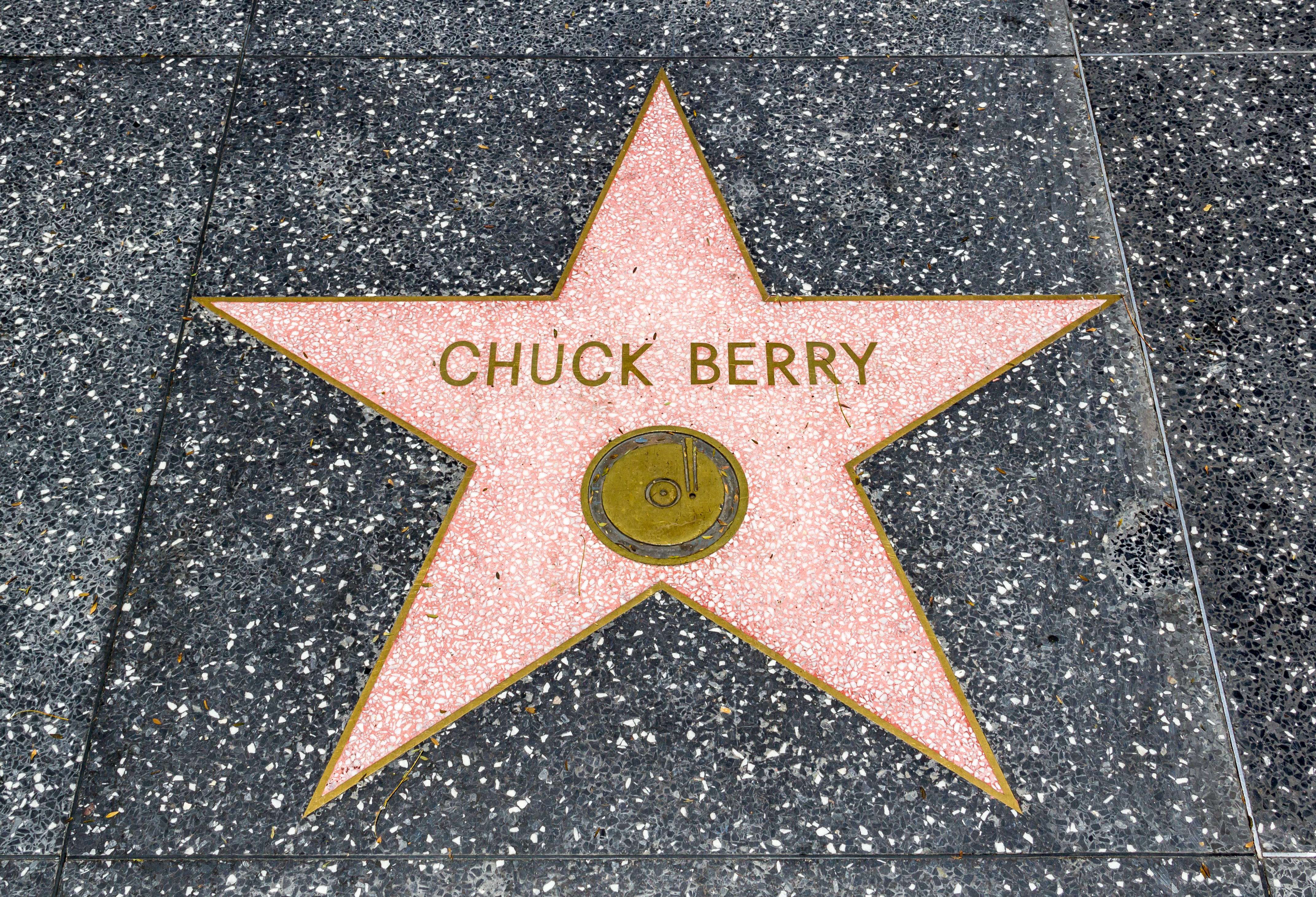
L'étoile de Chuck Berry sur le Hollywood Walk of Fame.

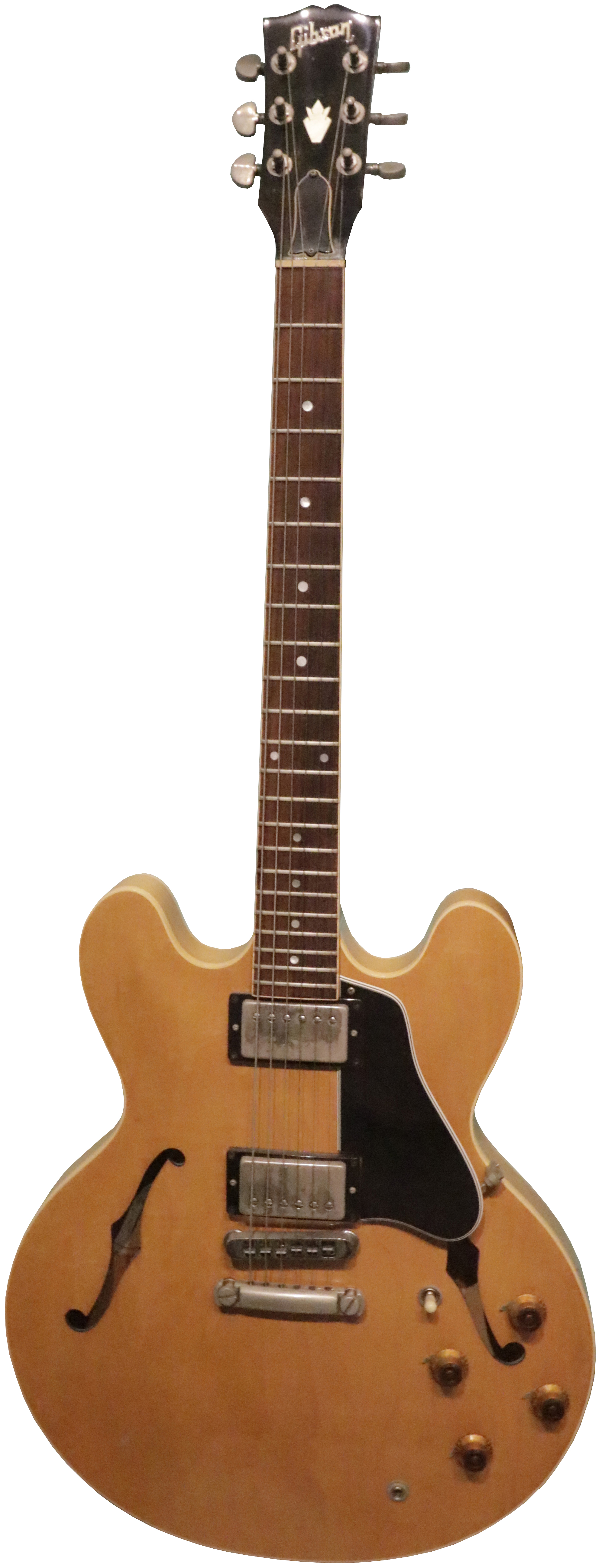
Guitare Gibson ayant appartenu à Chuck Berry (Rock and Roll Hall of Fame, Cleveland, Ohio)

- En 1977, Johnny B. Goode est choisi pour être emporté par la sonde Voyager I sur le Voyager Golden Record[30]. C'est le seul titre rock 'n' roll gravé sur ce disque contenant des sons et des images, afin de présenter à d'éventuels êtres extraterrestres la quintessence de la production vivante sur Terre (sous forme d'un inventaire des Arts et des Sciences)[31].
- En 1984, Chuck Berry reçoit le Grammy du couronnement d'une carrière.
- En 1986, il fait partie des premiers musiciens intronisés au Rock and Roll Hall of Fame.
- En 2000, il reçoit le Kennedy Center Honors[32].
- En 2003, Rolling Stone Magazine l'a classé 6e meilleur guitariste de tous les temps[33] et 25e plus grand chanteur de tous les temps[34].
- Il est également classé 7e sur la liste des 10 plus grands joueurs de guitare électrique de tous les temps par le magazine Time en 2009[35].
- Il est récompensé en 2012 du premier PEN Award pour paroles de chansons d'excellence littéraire aux côtés de Leonard Cohen[36].
- En 2014, il reçoit le prix Polar Music[37].
- En octobre 2017, l'astéroïde (42522) Chuckberry est nommé d'après lui.
- Le 28 septembre 2020, son nom est donné à un cratère d'impact à la surface de la planète Mercure[38].

## Matériel
Voici une liste du matériel le plus souvent employé par Chuck Berry :
- Gibson Les Paul Goldtop (à cordier trapèze) 1952
- Gibson Byrdland ES 5 (trois micros) 1951
- Gibson ES 350

À partir de 1958, Chuck Berry utilise presque exclusivement des Gibson ES-335 :
- Gibson ES-335 standard
- Gibson ES-335 T sunburst 1958
- Gibson ES-335 (à cordier trapèze) 1960
- Gibson ES-335 rouge TDC

## Publication
- (en) Chuck Berry, Chuck Berry : The Autobiography, Simon & Schuster, 1988, 346 p. (ISBN 0-671-67159-6).